# Ronda Élite a la Eurocopa Sub-19 2010
La Ronda Élite al Campeonato Europeo de la UEFA Sub-19 2010 contó con la participación de 28 selecciones juveniles de Europa provenientes de una fase previa. Los equipos fueron divididos en 7 grupos de 4 equipos cada uno, en donde el vencedor de cada grupo clasifica a la fase final del torneo a realizarse en Francia junto al país anfitrión.

## Fase de grupos
Los países en cursiva fueron la sede de cada uno de los respectivos grupos.

### Grupo 1
| País       | J | G | E | P | GF | GC | GD  | PTS |
| ---------- | - | - | - | - | -- | -- | --- | --- |
| Croacia    | 3 | 3 | 0 | 0 | 6  | 1  | +5  | 9   |
| Bélgica    | 3 | 2 | 0 | 1 | 7  | 4  | +3  | 6   |
| Escocia    | 3 | 1 | 0 | 2 | 5  | 3  | +2  | 3   |
| Montenegro | 3 | 0 | 0 | 3 | 1  | 11 | -10 | 0   |

| 19 de mayo de 2010 | Croacia                    | 2 – 1   | Bélgica       | Stadion Lučko, Lučko     |                          |
|                    | Maglica 45+3' · Ozobić 68' | Reporte | Van Eenoo 50' | Árbitro(s): Marcin Szulc | Árbitro(s): Marcin Szulc |

| 19 de mayo de 2010 | Escocia                                       | 4 – 0   | Montenegro | SRC Velika Gorica, Velika Gorica |                           |
|                    | McHugh 13' · Robinson 29' · Armstrong 74' 85' | Reporte |            | Árbitro(s): Marios Panayi        | Árbitro(s): Marios Panayi |

| 21 de mayo de 2010 | Bélgica                       | 2 – 1   | Escocia   | Gradski stadion, Vrbovec      |                               |
|                    | Badibanga 69' · Sterckx 90+2' | Reporte | Inman 87' | Árbitro(s): Artur Soares Dias | Árbitro(s): Artur Soares Dias |

| 21 de mayo de 2010 | Montenegro | 0 – 3   | Croacia                                  | Stadium Karlovac, Karlovac |                           |
|                    |            | Reporte | Ozobić 34' · Tičinović 84' · Maglica 90' | Árbitro(s): Marios Panayi  | Árbitro(s): Marios Panayi |

| 24 de mayo de 2010 | Escocia | 0 – 1   | Croacia          | Stadion ŠRC Zaprešić, Zaprešić |                               |
|                    |         | Reporte | Andrijašević 19' | Árbitro(s): Artur Soares Dias  | Árbitro(s): Artur Soares Dias |

| 24 de mayo de 2010 | Montenegro           | 1 – 4   | Bélgica                                                  | SRC Velika Gorica, Velika Gorica |                          |
|                    | Van Damme 32' (a.g.) | Reporte | Van Damme 9' · Lestienne 16' · Badibanga 28' · Bruno 73' | Árbitro(s): Marcin Szulc         | Árbitro(s): Marcin Szulc |

### Grupo 2
| País     | J | G | E | P | GF | GC | GD | PTS |
| -------- | - | - | - | - | -- | -- | -- | --- |
| Portugal | 3 | 2 | 1 | 0 | 7  | 4  | +3 | 7   |
| Grecia   | 3 | 2 | 1 | 0 | 4  | 1  | +3 | 7   |
| Hungría  | 3 | 1 | 0 | 2 | 5  | 4  | +1 | 3   |
| Rumania  | 3 | 0 | 0 | 3 | 1  | 8  | -7 | 0   |

| 3 de mayo de 2010 | Portugal                                   | 3 – 1   | Rumania   | Globall Football Park, Telki |                            |
|                   | S. Oliveira 2' · N. Oliveira 9' · Alex 68' | Reporte | Matei 10' | Árbitro(s): Armen Minasyan   | Árbitro(s): Armen Minasyan |

| 3 de mayo de 2010 | Hungría | 0 – 1   | Grecia      | Tatabánya Városi, Tatabánya |                            |
|                   |         | Reporte | Vellios 83' | Árbitro(s): Sergei Karasev  | Árbitro(s): Sergei Karasev |

| 5 de mayo de 2010 | Portugal  | 1 – 1   | Grecia           | Globall Football Park, Telki |                            |
|                   | Baldé 83' | Reporte | Potouridis 90+2' | Árbitro(s): Harald Lechner   | Árbitro(s): Harald Lechner |

| 5 de mayo de 2010 | Rumania | 0 – 3   | Hungría                            | Tatabánya Városi, Tatabánya |                            |
|                   |         | Reporte | Simon 9' 83' · Skriba 90+2' (pen.) | Árbitro(s): Armen Minasyan  | Árbitro(s): Armen Minasyan |

| 8 de mayo de 2010 | Hungría                  | 2 – 3   | Portugal                              | Tatabánya Városi, Tatabánya |                            |
|                   | Kulcsár 27' · Skriba 32' | Reporte | Agra 21' · Alex 43' · N. Oliveira 59' | Árbitro(s): Sergei Karasev  | Árbitro(s): Sergei Karasev |

| 8 de mayo de 2010 | Grecia           | 2 – 0   | Rumania | Globall Football Park, Telki |                            |
|                   | Mantalos 61' 86' | Reporte |         | Árbitro(s): Harald Lechner   | Árbitro(s): Harald Lechner |

### Grupo 3
| País                 | J | G | E | P | GF | GC | GD | PTS |
| -------------------- | - | - | - | - | -- | -- | -- | --- |
| Inglaterra           | 3 | 2 | 1 | 0 | 6  | 1  | +5 | 7   |
| Irlanda              | 3 | 2 | 0 | 1 | 2  | 1  | +1 | 6   |
| Ucrania              | 3 | 1 | 1 | 1 | 5  | 3  | +2 | 4   |
| Bosnia y Herzegovina | 3 | 0 | 0 | 3 | 1  | 9  | -8 | 0   |

| 26 de mayo de 2010 | Inglaterra  | 1 – 0   | Irlanda | FFU Training complex, Kiev |                         |
|                    | Parrett 37' | Reporte |         | Árbitro(s): Liran Liany    | Árbitro(s): Liran Liany |

| 26 de mayo de 2010 | Ucrania                                                | 4 – 1   | Bosnia y Herzegovina | Borex Stadium, Borodianka |                           |
|                    | Chaykovskiy 10' 43' (pen.) · Zubko 56' · Sydorchuk 72' | Reporte | Pandža 45'           | Árbitro(s): Lorenc Jemini | Árbitro(s): Lorenc Jemini |

| 28 de mayo de 2010 | Inglaterra                                             | 4 – 0   | Bosnia y Herzegovina | Obolon Stadium, Kiev      |                           |
|                    | Noble 2' · Phillips 18' · Bostock 69' · Delfouneso 79' | Reporte |                      | Árbitro(s): Lorenc Jemini | Árbitro(s): Lorenc Jemini |

| 28 de mayo de 2010 | Ucrania | 0 – 1   | Irlanda             | Lobanovsky Dynamo Stadium, Kiev      |                                      |
|                    |         | Reporte | Clifford 60' (pen.) | Árbitro(s): David Fernández Borbalán | Árbitro(s): David Fernández Borbalán |

| 31 de mayo de 2010 | Ucrania   | 1 – 1   | Inglaterra  | Lobanovsky Dynamo Stadium, Kiev      |                                      |
|                    | Zubko 81' | Reporte | Parrett 83' | Árbitro(s): David Fernández Borbalán | Árbitro(s): David Fernández Borbalán |

| 31 de mayo de 2010 | Bosnia y Herzegovina | 0 – 1   | Irlanda             | Obolon Stadium, Kiev    |                         |
|                    |                      | Reporte | Clifford 68' (pen.) | Árbitro(s): Liran Liany | Árbitro(s): Liran Liany |

### Grupo 4
| País       | J | G | E | P | GF | GC | GD | PTS |
| ---------- | - | - | - | - | -- | -- | -- | --- |
| España     | 3 | 2 | 1 | 0 | 8  | 3  | +5 | 7   |
| Turquía    | 3 | 2 | 0 | 1 | 6  | 4  | +2 | 6   |
| Noruega    | 3 | 0 | 2 | 1 | 3  | 4  | -1 | 2   |
| Azerbaiyán | 3 | 0 | 1 | 2 | 1  | 7  | -6 | 1   |

| 14 de abril de 2010 | Noruega         | 1 – 1   | España      | Anadolu University, Eskişehir |                            |
|                     | Lehne Olsen 44' | Reporte | Rochina 62' | Árbitro(s): Vlado Glođović    | Árbitro(s): Vlado Glođović |

| 14 de abril de 2010 | Turquía             | 2 – 0   | Azerbaiyán | Eskişehir Atatürk Stadium, Eskişehir |                            |
|                     | Emre 55' (pen.) 58' | Reporte |            | Árbitro(s): Antony Gautier           | Árbitro(s): Antony Gautier |

| 16 de abril de 2010 | Noruega         | 1 – 1   | Azerbaiyán  | Anadolu University, Eskişehir    |                                  |
|                     | Lehne Olsen 44' | Reporte | Hasanov 81' | Árbitro(s): Alexandre Kostadinov | Árbitro(s): Alexandre Kostadinov |

| 16 de abril de 2010 | España                           | 3 – 2   | Turquía                  | Eskişehir Atatürk Stadium, Eskişehir |                            |
|                     | Keko 8' · Thiago 45' · Oriol 55' | Reporte | Necip 14' · Muhammet 48' | Árbitro(s): Antony Gautier           | Árbitro(s): Antony Gautier |

| 19 de abril de 2010 | Turquía               | 2 – 1   | Noruega      | Eskişehir Atatürk Stadium, Eskişehir |                            |
|                     | Emre 16' · Volkan 64' | Reporte | Ringstad 21' | Árbitro(s): Vlado Glođović           | Árbitro(s): Vlado Glođović |

| 19 de abril de 2010 | Azerbaiyán | 0 – 4   | España                                          | Anadolu University, Eskişehir    |                                  |
|                     |            | Reporte | Rochina 29' 31' · Thiago 36' (pen.) · Rodri 70' | Árbitro(s): Alexandre Kostadinov | Árbitro(s): Alexandre Kostadinov |

### Grupo 5
| País              | J | G | E | P | GF | GC | GD | PTS |
| ----------------- | - | - | - | - | -- | -- | -- | --- |
| Italia            | 3 | 2 | 0 | 1 | 6  | 5  | +1 | 6   |
| Rusia             | 3 | 1 | 2 | 0 | 8  | 6  | +2 | 5   |
| República Checa   | 3 | 1 | 1 | 1 | 6  | 6  | 0  | 4   |
| Irlanda del Norte | 3 | 0 | 1 | 2 | 5  | 8  | -3 | 1   |

| 21 de mayo de 2010 | Italia                  | 2 – 0   | República Checa | Spartak Stadium, Shchyolkovo |                            |
|                    | Destro 27' · Borini 75' | Reporte |                 | Árbitro(s): Domagoj Vučkov   | Árbitro(s): Domagoj Vučkov |

| 21 de mayo de 2010 | Rusia                     | 2 – 2   | Irlanda del Norte | Krylia Sovetov stadium, Moscú |                             |
|                    | Gatagov 17' · Kokorin 49' | Reporte | Norwood 82' 90+3' | Árbitro(s): Michael Lerjeus   | Árbitro(s): Michael Lerjeus |

| 23 de mayo de 2010 | Italia                         | 3 – 2   | Irlanda del Norte                      | Spartak Stadium, Shchyolkovo |                           |
|                    | Destro 40' 66' · Tremolada 42' | Reporte | Norwood 32' (pen.) · C. McLaughlin 58' | Árbitro(s): Istvan Kovacs    | Árbitro(s): Istvan Kovacs |

| 23 de mayo de 2010 | República Checa                      | 3 – 3   | Rusia                                         | Krylia Sovetov stadium, Moscú |                            |
|                    | Krejčí 28' · Skalák 32' · Kadlec 78' | Reporte | Gatagov 11' · Kokorin 45' · Koutny 82' (a.g.) | Árbitro(s): Domagoj Vučkov    | Árbitro(s): Domagoj Vučkov |

| 26 de mayo de 2010 | Rusia                                     | 3 – 1   | Italia     | Krylia Sovetov stadium, Moscú       |                                     |
|                    | Logua 5' · Kanunnikov 47' · Bashkirov 65' | Reporte | Borini 62' | Árbitro(s): Michael Lerjeus (Sweden | Árbitro(s): Michael Lerjeus (Sweden |

| 26 de mayo de 2010 | Irlanda del Norte | 1 – 3   | República Checa                         | Spartak Stadium, Shchyolkovo |                           |
|                    | Gray 74'          | Reporte | Krejčí 42' · Fantiš 57' · Kadeřábek 90' | Árbitro(s): Istvan Kovacs    | Árbitro(s): Istvan Kovacs |

### Grupo 6
| País         | J | G | E | P | GF | GC | GD | PTS |
| ------------ | - | - | - | - | -- | -- | -- | --- |
| Países Bajos | 3 | 2 | 1 | 0 | 5  | 0  | +5 | 7   |
| Eslovaquia   | 3 | 1 | 1 | 1 | 2  | 2  | 0  | 4   |
| Alemania     | 3 | 1 | 0 | 2 | 5  | 6  | -1 | 3   |
| Polonia      | 3 | 1 | 0 | 2 | 2  | 6  | -4 | 3   |

| 18 de mayo de 2010 | Países Bajos | 0 – 0   | Eslovaquia | Sportpark "In de Bandert", Echt |                                |
|                    |              | Reporte |            | Árbitro(s): Thoroddur Hjaltali  | Árbitro(s): Thoroddur Hjaltali |

| 18 de mayo de 2010 | Alemania                        | 4 – 1   | Polonia       | Bakenbos, Tegelen             |                               |
|                    | Tosun 15' 21' 55' · Álvarez 68' | Reporte | Kucharczyk 6' | Árbitro(s): Stavros Tritsonis | Árbitro(s): Stavros Tritsonis |

| 20 de mayo de 2010 | Eslovaquia                | 2 – 1   | Alemania  | Sportpark "In de Bandert", Echt |                                |
|                    | Banovič 45+1' · Mikuš 87' | Reporte | Sauter 8' | Árbitro(s): Thoroddur Hjaltali  | Árbitro(s): Thoroddur Hjaltali |

| 20 de mayo de 2010 | Países Bajos       | 2 – 0   | Polonia | Bakenbos, Tegelen       |                         |
|                    | Castaignos 53' 64' | Reporte |         | Árbitro(s): Lee Probert | Árbitro(s): Lee Probert |

| 23 de mayo de 2010 | Alemania | 0 – 3   | Países Bajos                   | De Koel, Venlo          |                         |
|                    |          | Reporte | Cabral 7' · van Haaren 37' 52' | Árbitro(s): Lee Probert | Árbitro(s): Lee Probert |

| 23 de mayo de 2010 | Polonia      | 1 – 0   | Eslovaquia | Bakenbos, Tegelen             |                               |
|                    | Borysiuk 18' | Reporte |            | Árbitro(s): Stavros Tritsonis | Árbitro(s): Stavros Tritsonis |

### Grupo 7
| País      | J | G | E | P | GF | GC | GD | PTS |
| --------- | - | - | - | - | -- | -- | -- | --- |
| Austria   | 3 | 2 | 0 | 1 | 8  | 6  | +2 | 6   |
| Serbia    | 3 | 2 | 0 | 1 | 7  | 6  | +1 | 6   |
| Dinamarca | 3 | 1 | 0 | 2 | 6  | 7  | -1 | 3   |
| Suiza     | 3 | 1 | 0 | 2 | 5  | 7  | -2 | 3   |

| 25 de mayo de 2010 | Serbia                                    | 3 – 2   | Dinamarca                  | Hall, Hall in Tirol      |                          |
|                    | Aleksić 23' · Djuričić 28' · Šćepović 57' | Reporte | Jørgensen 15' · Kadrii 45' | Árbitro(s): Bobby Madden | Árbitro(s): Bobby Madden |

| 25 de mayo de 2010 | Suiza                                | 3 – 2   | Austria                     | Sportzentrum Schwaz, Schwaz |                            |
|                    | Sauthier 26' · Zuber 74' · Xhaka 90' | Reporte | Weimann 6' · Djuricin 90+4' | Árbitro(s): Daniele Orsato  | Árbitro(s): Daniele Orsato |

| 27 de mayo de 2010 | Dinamarca     | 1 – 0   | Suiza | Hall, Hall in Tirol           |                               |
|                    | Jørgensen 34' | Reporte |       | Árbitro(s): Sergey Tsinkevich | Árbitro(s): Sergey Tsinkevich |

| 27 de mayo de 2010 | Serbia | 0 – 2   | Austria                    | Sportzentrum Schwaz, Schwaz |                          |
|                    |        | Reporte | Klem 70' · Knasmüllner 90' | Árbitro(s): Bobby Madden    | Árbitro(s): Bobby Madden |

| 30 de mayo de 2010 | Suiza                  | 2 – 4   | Serbia                                      | Sportzentrum Schwaz, Schwaz |                            |
|                    | Mehmedi 58' · Lang 67' | Reporte | Ljajić 19' 77' · Djuričić 29' · Aleksić 69' | Árbitro(s): Daniele Orsato  | Árbitro(s): Daniele Orsato |

| 30 de mayo de 2010 | Austria                                                    | 4 – 3   | Dinamarca                      | Hall, Hall in Tirol           |                               |
|                    | Holzhauser 16' · Knasmüllner 24' 77' · Djuricin 73' (pen.) | Reporte | Larsen 11' · Jørgensen 34' 61' | Árbitro(s): Sergey Tsinkevich | Árbitro(s): Sergey Tsinkevich |